# Vérvörös és színarany
A Vérvörös és színarany A Tudor-ház krónikája regénysorozat második könyve, A királynő hírnöke folytatása, Terry Deary angol író műve. Ebben a könyvben az öreg Sir Clifford Marsden, sok csata után úgy érzi, hogy nem halhat meg úgy, amíg egy utolsó hőstettet végre nem hajt. Ekkor állít be a Marsden Hallba egy titokzatos, díszes idegen, aki a királynő kémjének mondja magát és segítséget kér a tapasztalt öreg családfőtől. Clifford Marsden egy pillanatig sem habozik és útra kell unokájával, a főszereplővel William Marsdennel és a kémmel a Skót felföld veszélyes tájaira. A határnál aztán az öreg Clifford elengedi a kémet és az unokáját a feladat teljesítésére.

## Szereplők
- William Marsden - A főszereplő, narrátor, Sir James Marsden és Lady Marsden fia.
- Sir Clifford Marsden - William nagyapja, katona volt VIII. Henrik angol király seregében, a család feje.
- Lady Eleanor Marsden - William nagymamája, Clifford felesége, Boleyn Anna angol királyné udvarhölgye volt.
- Sir James Marsden - Clifford fia, William apja. A Marsden-birtokot igazgatja, valamint ő az uradalom rendőrbíróra. Kíméletlen és humor nélküli bíró.
- Lady Marsden - James Marsden felesége, I. Mária skót királynő udvarhölgye volt. Szép intelligens, teljesen a férje ellentéte.
- Sir Arthur Marsden - Sir Clifford Marsden édesapja, meghalt Floddennél a skótok elleni harcban.
- Sir George Sulgrave - William nagybátyja, lovag, aki birtokait elvesztette és ezért mostohahúgánál, Lady Eleanor Marsdennél lakik.
- Margaret "Meg" Lumley - a család szolgálólánya, szegényparaszti származású. Bár nem a család tagja, a család minden kalandjában komoly szerepet vállal.
- Hugh Richmond - színész William Shakespeare társulatánál. Kémküldetéssel bízzák meg és segítségért keresi fel a Marsden-birtokot.
- John Foster - az angol-skót határőrvidék kormányzója, Clifford Marsden barátja.
- VIII. Henrik angol király - Anglia (véreskezű) királya, két feleségét kivégezteti.
- Aragóniai Katalin - Henrik király első felesége.
- Boleyn Anna - Becsvágyó nő, Henrik második felesége. Ki nem állhatta Aragóniai Katalint, akinek halálával őt vádolják. Férje lefejezteti.
- "Orranincs" Clem Croser - skót martalóc, marhatolvaj. Angol falvakat fosztogatott. Gúnynevét valószínűleg onnan kapta, hogy egy csetepatéban levágták az orrát.
- VI. Jakab skót király Skócia királya, egyesíteni akarja Skóciát és Angliát, ami I. Erzsébet angol királynő halála után sikerül is.

## Cselekmény
|  | Alább a cselekmény részletei következnek! |

Egy fekete varjú köröz a Marsden Hall tornya felett. Mindenki tudja, hogy ha három kört megtesz, valaki meg fog halni. Az öreg Sir Clifford Marsden ifjúkorában még VIII. henrik katonája volt és úgy érzi, hogy nem fejezheti be életét egy utolsó hőstett nélkül. Ekkor érkezik a Marsden Hallba egy titokzatos idegen, aki Hugh Richmondként mutatkozik be és elmondja, hogy kémküldetéssel bízták meg, mert több katona a skót határvidéken eltűnt és azt mondták neki, hogy keresse fel Cliffordot, akitől segítséget szerezhet. Clifford megörülve az alkalomnak elkezd készülődni és ő, Richmond és unokája, a fiatal William Marsden útja kelnek a Skót határvidék felé. Előtte azonban még elmondta történetét, hogy VIII. Henrik király járt a Marsden Hallban. Eljutnak a határ vidékre, ahol találkozik régi barátjával, John Forsterrel, akivel elmesélik találkozásukat. Innen csak William és Hugh megy tovább, Clifford a várban marad. Hugh, aki William Shakespeare műhelyében dolgozik, mint színész mesél a színészi életről és hála neki, az első faluban elfogják őket. Ekkor bezárja őket "Orranincs" Clem Croser, Criffold által mesélt orr nélküli, skót marhatolvaj egy toronyba, de Margaret Lumley, bár megtiltották neki, utánuk ment és kiszabadította a foglyokat a toronyból. Később sikerül bemenniük a skót had táborába, de "leleplezik" őket, mert csak így tudnak bejutni a sátorba. Később elfogják Cliffordot és Forstert is, akik végül utánuk mentek. A király elé vezetik őket, aki kihallgatja őket, de nem öli meg őket. Beszélgetni kezdenek és a végén szabadon engedik őket. Még Crifford és Croser, a régi ősellenségek is kibékülnek. A történet végén visszatérnek a Marsden Hallba és Hugh elbúcsúzik tőlük.
|  | Itt a vége a cselekmény részletezésének! |

## Magyarul
- Vérvörös és színarany. A Tudor-ház krónikája; ford. Kada Júlia; Móra, Bp., 2010

## Történelem
A könyv szereplői, köztük a Marsdenek, kitalált személyiségek. A valóban létező szereplők közül is van olyan, ami a valóságban más tulajdonságokkal rendelkezett. Élő személyek VIII. Henrik, Aragóniai Katalin, John Forster, VI. Jakab és "Orranincs" Clem Croser is, bár az őróla alkotott kép nem valósághű. 